# Trampa bajo el sol
Trampa bajo el sol (título original en francés: Train d'enfer) es una coproducción hispano-francesa-italiana estrenada en 1965, dirigida por Gilles Grangier y protagonizada en los papeles principales por Jean Marais y Marisa Mell.
La película está basada en la novela "Combat de nègres" del escritor francés René Cambon.

## Sinopsis
El agente del servicio secreto francés Antoine Donadieu se infiltra en un grupo terrorista, con base en la Costa Azul y liderado por Matras, que prepara un ataque contra el Emir Ali Salem. En compañía de Frieda, se va a Barcelona donde tiene que ir a buscar al "profesor", el encargado del desarrollo técnico del ataque.

## Reparto
- Jean Marais como Antoine Donadieu
- Marisa Mell como Frieda
- Gérard Tichy como Matras
- Howard Vernon como Profesor
- Jean Lara como Pelletier
- André Cagnard como Gouferolles
- Léon Zitrone como El mismo
- Antonio Casas como Coronel
- Álvaro de Luna como Hamlet
- Fernando Guillén como Asistente del coronel
- Carlos Casaravilla como Barowsky
- José Manuel Martín como Jaime
- José María Caffarel como Técnico de la policía
- Carlos Otero
- Rico López
- Víctor Israel como Armero